# Säkerhet vid kärnreaktorer
Säkerhet vid kärnreaktorer omfattar alla system och designval som avser att minimera risken för utsläpp av radioaktivt material eller fara för medarbetare.

## Säkerhetsnivåer

### Inherent säkerhet
Inherent säkerhet är ett koncept inom säkerhetstänkandet som går ut på att helt undvika faran (farliga substanser, hög spänning, ...) istället för att kontrollera den . Inherent säkerhet är omöjlig vid kärnreaktorer eftersom det ligger i sakens natur att de innehåller stora mängder synnerligen farliga ämnen.

### Passiv säkerhet
Passiv säkerhet medför att faran kan hållas under kontroll utan behov av aktiv tillsyn eller aktivt ingripande. Internationella atomenergiorganet (International Atomic Energy Agency, IAEA) definierar 4 nivåer av passiv säkerhet, beroende av hur många av följande krav är uppfyllda :
- inga strömmande vätskor
- inga rörliga delar
- ingen styrning
- ingen energi utifrån

## Säkerhetssystem
Oberoende härdkylning (förkortat OBH, på engelska Independent Core Cooling System, ICCS, eller Emergency Core Cooling System, ECCS) säkerställer att reaktorn kan fortsättningsvis kylas efter ett haveri då den själv inte längre producerar elektrisk energi, och kan vara skadad på köpet.
Ett haverifilter eller filtrerad tryckavlastning (på engelska Filtered Containment Venting System, FCVS) begränsar radioaktiva utsläpp av radiaaktiva gaser till omgivningen vid allvarliga olycksförlopp med stora härdskador.